# Edit Geijer-Zander
Edit (Ecke) Adeline Geijer-Zander, född 24 april 1913 i Gävle, död 19 februari 1988 i Maria Magdalena församling i Stockholm, var en svensk målare, grafiker och författare.
Geijer-Zander studerade en kortare tid vid Otte Skölds målarskola i Stockholm men var i huvudsak autodidakt. Hon företog studieresor till Frankrike och Italien. Separat debuterade hon med en utställning på Konsthallen i Gävle 1942 och medverkade därefter i ett flertal separat och samlingsutställningar bland annat i Unga tecknare på Nationalmuseum och i samlingsutställningar arrangerade av Sveriges allmänna konstförening. Hennes konst består av landskapsmålningar och blomsterstilleben. Edit (Ecke) Zander är begravd på Skogskyrkogården i Stockholm.

## Utställningar
Länsutställningen 1958, Gävle museum, 7–23 November